# Yes (албум на Пет Шоп Бойс)
Вижте пояснителната страница за други значения на Yes.
„Yes“ е десетият студиен албум на британската електро-поп група Пет шоп бойс. Той излиза на музикалния пазар в Англия на 23 март 2009 г., като в САЩ излиза на 21 април 2009 г.
Първият сингъл към албума – Love etc. е издаден на 16 март 2009 г.
Yes достига до 4-то място в британския чарт.
Самият албум е издаден в няколко формата: стандартна версия, в която са включени 11 песни; възможност за сваляне на албума във формат mp3, както и допълнителен диск в който са включени ремикси на 6 песни от албума плюс новата песен „This used to be the future“.
Вторият сингъл към албума Yes е към песента ''Did You See Me Coming?'', който е излиза на 1 юни 2009 г.
Третият сингъл ''Beautiful People'', ще бъде издаден само в Германия, на 25 септември.

## Списък с песни
1. ''Love etc.'' – 3:32
2. „All Over the World“ – 3:51
3. ''Beautiful People'' – 3:42
4. ''Did you see me coming?'' – 3:41
5. „Vulnerable“ – 4:47
6. „More Than a Dream“ – 4:57
7. „Building a Wall“ – 3:50
8. „King of Rome“ – 5:31
9. „Pandemonium“ – 3:43
10. „The Way It Used to Be“ – 4:44
11. „Legacy“ – 6:21

Допълнителен диск:
1. „This Used to Be the Future“ – 5:14
2. „More Than a Dream“ – 6:10
3. „Pandemonium“ – 5:50
4. „The Way It Used to Be“ – 5:16
5. „All Over the World“ – 5:21
6. „Vulnerable“ – 5:17
7. „Love Etc.“ – 6:24

## Класации
| Държава             | Върхова позиция | Сертификати |
| ------------------- | --------------- | ----------- |
| Австралия           | 32              |             |
| Австрия             | 5               |             |
| Белгия (Фландрия)   | 69              |             |
| Белгия (Валония)    | 49              |             |
| Дания               | 9               |             |
| Европа              | 3               |             |
| Финландия           | 28              |             |
| Франция             | 50              |             |
| Германия            | 3               |             |
| Ирландия            | 34              |             |
| Италия              | 40              |             |
| Холандия            | 34              |             |
| Норвегия            | 16              |             |
| Швеция              | 12              |             |
| Швейцария           | 7               |             |
| Великобритания      | 4               | сребърен    |
| САЩ Билборд Топ 200 | 32              |             |